# Ostreville
Ostreville település Franciaországban, Pas-de-Calais megyében. Lakosainak száma 215 fő (2022. január 1.). Ostreville Brias, Marquay, Monchy-Breton, Roëllecourt, Saint-Michel-sur-Ternoise és Saint-Pol-sur-Ternoise községekkel határos.

## Népesség
A település népességének változása:
| Lakosok száma | 256  | 267  | 333  | 302  | 289  | 271  | 267  | 258  | 239  | 215  |
|               | 1793 | 1836 | 1866 | 1891 | 1926 | 1962 | 2006 | 2011 | 2017 | 2022 |